# Francesc de Paula Xercavins i Rius
Francesc de Paula Xercavins i Rius (Sabadell, 18 de març de 1855 - Barcelona, 14 d'abril de 1937) fou un metge psiquiatre i polític català.

## Biografia
Francesc Xercavins va estudiar Medicina a la Universitat de Barcelona i s'especialitzà en psiquiatria i neurologia. Paral·lelament a l'exercici de la medicina, s'endinsà en l'estudi de la neuropatologia, branca de la medicina de la qual arribaria a ser un gran especialista. El 1882 es doctorà a Madrid, amb la tesi Naturaleza y patogenia de los procesos puerperales. Va ser metge intern de l'Hospital de la Santa Creu i de la Casa de Caritat de Barcelona, centres hospitalaris en els quals es va desvetllar el seu interès per la psiquiatria i la neurologia, a què dedicà tota la seva carrera professional. Xercavins va ser director mèdic de l'Hospital Mental de la Santa Creu, de Sant Andreu del Palomar. Va crear l'Institut Medicopedagògic per a alumnes amb trastorns de llenguatge i deficiència sensorial i psíquica, la direcció del qual oferí al seu oncle, el pedagog Agustí Rius i Borrell. Formà part de diverses corporacions com l'Acadèmia de Medicina de Barcelona, la de Mallorca i la de Saragossa. Va ser president de la Societat Barcelonesa d'Amics de la Instrucció, de la Unió Mèdico-Farmacèutica de Catalunya i de la Societat de Psiquiatria i Neurologia. Pertanyia també a l'Associació de Reforma Penitenciària i a l'Acadèmia Medicofilosòfica de Sant Tomàs d'Aquino, de Bolonya, i va ser regidor de l'Ajuntament de Barcelona i tinent d'alcalde de la Comissió de Cultura.
El 1927, encara en vida de l'insigne doctor, l'Ajuntament de Sabadell va acordar de donar el nom de Xercavins al carrer que s'havia iniciat a mitjan segle xix com a carrer de les Rodes –per les rodes dels corders de cànem que s'hi amuntegaven–. Avui, al carrer de Xercavins encara es poden veure els rètols fets amb majòliques originals del ceramista Modest de Casademunt.

## Obres publicades[2]
- Fisiología de les fenómenos psicológicos
- El cerebro y sus funciones
- Localización de las enfermedades en el sistema nervioso, que li valgué el reconeixement de l'eminent neuròleg francès Jean-Martin Charcot
- Psicología, psiquiatría y psicoterapia
- El espiritismo y el magnetismo ante la fisiología
- El nerviosismo en Barcelona
- Nerviosismo social